# Gouvernement Ruiz Cortines
Cet article présente la composition du gouvernement mexicain sous le Président Adolfo Ruiz Cortines, il est l'ensemble des secrétaires du gouvernement républicain du Mexique. Il est ici présenté dans l'ordre protocolaire. Actuellement les membres du gouvernement exécutif du Mexique ne prennent pas le titre de ministre mais celui de secrétaire.

## Liste des secrétaires
| - Secrétaire du Gouvernement du Mexique - (1952 - 1958) : Ángel Carvajal Bernal - Secrétaire des Relations Extérieures du Mexique - (1952 - 1958) : Luis Padilla Nervo - Secrétaire de la Défense Nationale du Mexique - (1952 - 1958) : Matías Ramos Santos - Secrétaire de la Marine du Mexique - (1952 - 1955) : Rodolfo Sánchez Taboada - (1955 - 1958) : Roberto Gómez Maqueo - (1958 - 1985) : Héctor Meixueiro Alejandre - Secrétaire des Finances et du Crédit Public du Mexique - (1952 - 1958) : Antonio Carrillo Flores - Secrétaire des Biens Nationaux et de l'Inspection Administrative du Mexique - (1952 - 1958) : José López Lira - Secrétaire de l'Économie du Mexique - (1952 - 1958) : Ángel Gilberto Loyo Méndez - Secrétaire de l'Agriculture et du Bétail du Mexique - (1952 - 1958) : Gilberto Flores Muñóz - Secrétaire des Ressources Hydrauliques du Mexique - (1952 - 1958) : Eduardo Chávez - (1958 - 1958) : Luis Echeagaray Bablot | - Secrétaire des Communications et des Œuvres Publiques du Mexique - (1952 - 1955) : Carlos Lazo Barreiro - (1955 - 1958) : Walter Cross Buchanan - Secrétaire de l'Éducation Publique du Mexique - (1952 - 1958) : José Ángel Ceniceros - Secrétaire de la Salubrité et de l'Assistance du Mexique - (1958 - 1964) : Ignacio Morones Prieto - Secrétaire du Travail et de la Prévision Sociale du Mexique - (1952 - 1958) : Adolfo López Mateos - (1957 - 1958) : Salomón González Blanco - Département du District Fédéral du Mexique - (1952 - 1958) : Ernesto Peralta Uruchurtu - Département de l'Agraire et de la Colonisation du Mexique - (1952 - 1958) : Castulo Villaseñor Luquin - Procureur général de la République du Mexique - (1952 - 1958) : Carlos Franco Sodi - (1955 - 1955) : José Luis Guitérrez Gutiérrez - (1955 - 1958) : José Aguilar y Maya |